# Кашина Сан Ђузепе (Милано)
Кашина Сан Ђузепе је насеље у Италији у округу Милано, региону Ломбардија.
Према процени из 2011. у насељу је живело 154 становника. Насеље се налази на надморској висини од 184 м.